# Fachklinik und Moorbad Bad Freienwalde
Die Fachklinik und Moorbad Bad Freienwalde befindet sich am Stadtrand von Bad Freienwalde (Oder) in Brandenburg. Sie ist eine Rehabilitationsklinik für Orthopädie, Rheumatologie und Osteologie und das älteste Kurbad in Brandenburg.

## Geschichte

### Odergott Viadrus

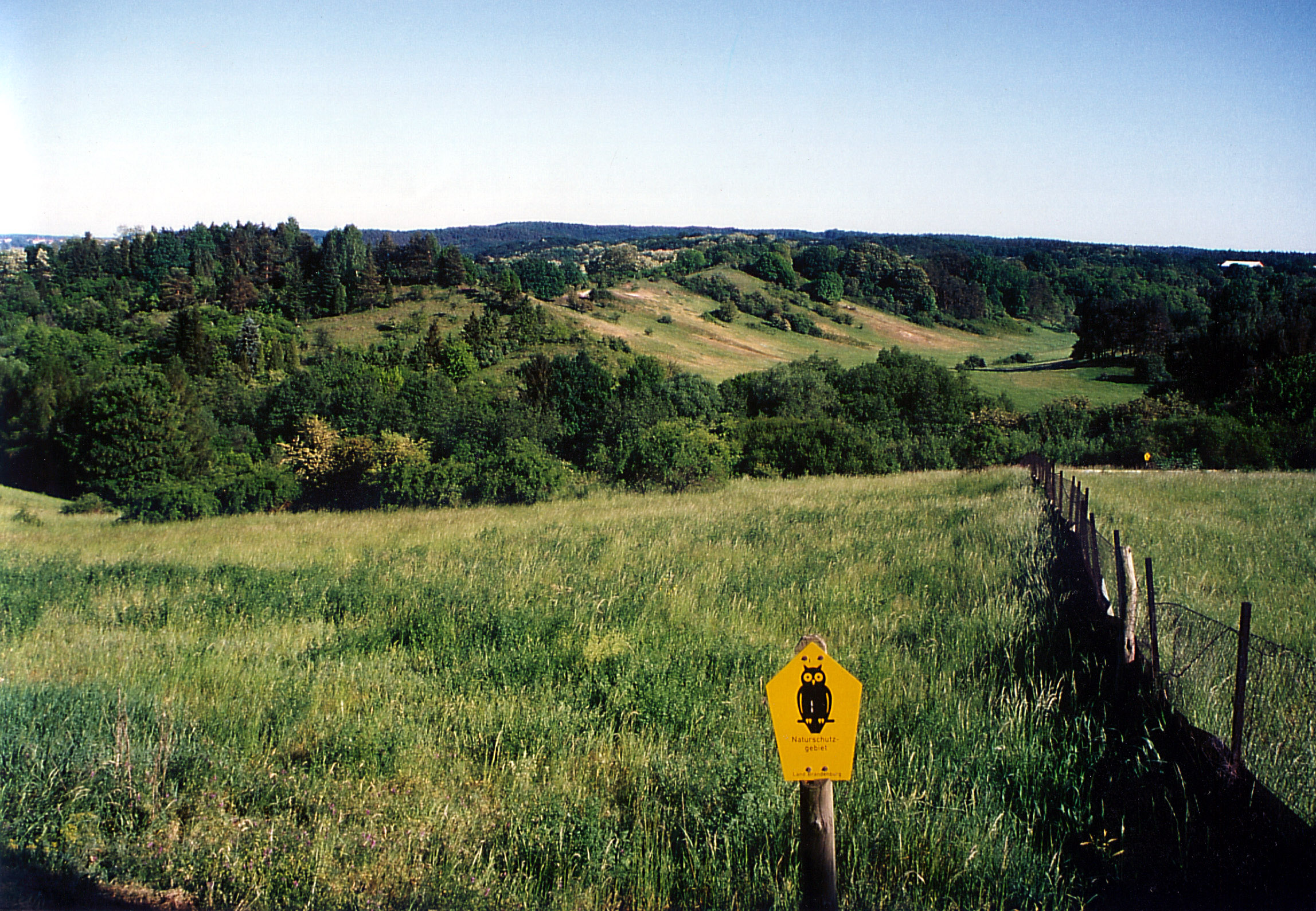
Blick vom Liebenstein Richtung Bad Freienwalde, der „Berliner Berg“ liegt in Bildmitte am Horizont

Nach der Weichseleiszeit wanderten erste Menschen in das Gebiet ein. Zwischen Falkenberg und Hohenfinow wurden in der Nähe von Liebenstein bronzezeitliche Scherben gefunden.
Bereits um das Jahr 1000 siedelten auf dem heutigen Stadtgebiet von Bad Freienwalde Fischer in der Nähe des heutigen Altkietz. Damals floss ein breiter Nebenarm der Oder noch direkt an der Anhöhe vorbei, die man heute „Berliner Berg“ nennt und an dessen Rand das Moorbad liegt.
Um etwa 1200 siedelten Slawen vom Stamm der Ukrani im Urstromtal. Nach ihnen ist seit dem Mittelalter die sich nördlich anschließende Landschaft Uckermark benannt. Die jährlich wiederkehrenden Hochwasser der Oder lagerten beim heutigen Freienwalde Schlamm und Mineralien aus dem Isergebirge ab. Die Ablagerungen erfolgten am südwestlichen Ufer des damaligen Flussbettes, am Rand des Urstromtals und nordwestlich der heutigen Stadt Bad Freienwalde. Die Alte Oder verlagerte ihr Flussbett im Lauf der Jahrhunderte immer weiter Richtung Nordost, auf den Schlickschichten sammelten sich Erosionsrückstände der Barnimer Hochebene an. Da die Schichten darunter relativ wasserundurchlässig sind, wird der Moor bis heute durch Schichtenwasser feucht gehalten.
Aus unbekannter alter Zeit wird von der Sage des Odergottes Viadrus berichtet, der auf einer Insel in der Oder lag und sich den Körper von Nixen mit Fischunterleiben mit schwarzem Schlamm bestreichen ließ. Der Alte sagte: „Ju, können se mi ruhig noch moor jewen!“. Zwei der Wasserfrauen sprachen darüber, dass der Alte so von seinem Rückenleiden befreit würde. Fischer beobachteten den Odergott und die Nixen und haben sich angeblich schon zu alten Zeiten ihre Knieleiden, die vom langen Stehen im Wasser herrühren, durch Bestreichen mit Schlamm gelindert.:S. 68

### Mittelalter

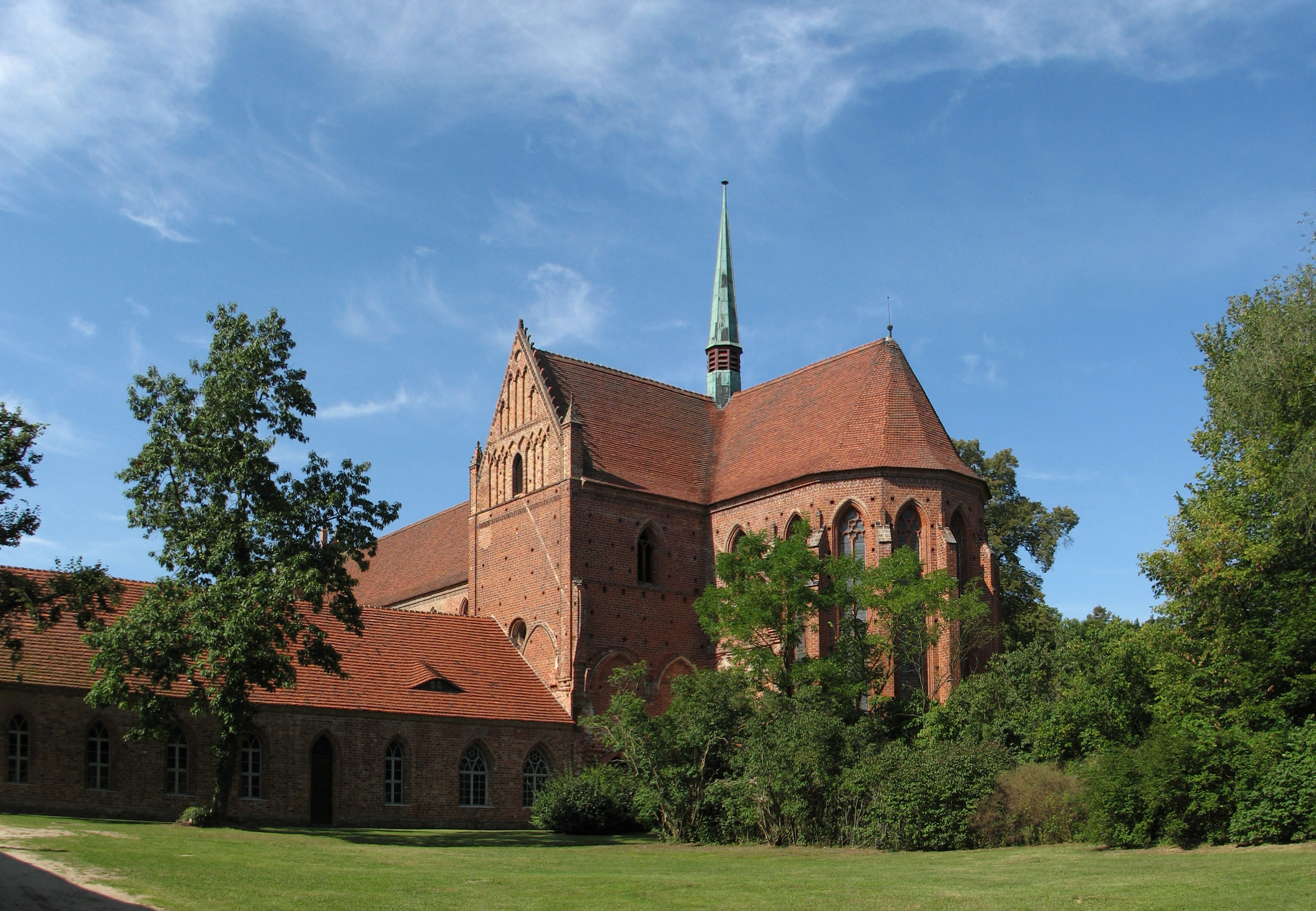
Kloster Chorin

1231 wurde das Kloster Gottesstadt „Civitas Dei“ im slawischen Ort Barsdin (heute Oderberg) gegründet. Dieses Kloster war eine Stiftung des Prämonstratenserordens mit dem Mutterkloster Brandenburg an der Havel. Barsdin war der östliche, slawische Teil der späteren Stadt Oderberg. Die Besiedlung der Stadt begann zwischen 1208 und 1215 durch Slawen, die eine erste Fürstenburg auf dem Albrechtsberg errichteten. Mit der Errichtung des Klosters sollten die brandenburgischen Ansprüche an dieser Gegend gefestigt werden. Die Askanier siedelten auf den Anhöhen südlich des Eberswalder Urstromtals, das heute unbedeutende Dorf Hohenfinow war mit einer Burg befestigt und einer der nördlichsten Siedlungspunkte. Das wenige Kilometer entfernte heutige Bad Freienwalde war damals noch ein kleines slawisches Fischerdorf.
Die Stiftungsurkunde zeigt deutlich, dass das Kloster der Aufnahme von Pilgern, Kranken und Flüchtigen dienen sollte. Deshalb war dem Kloster ein Hospital zugestellt, welches wenige Jahre vorher gegründet wurde. Der Ort war nach heutigem Erkenntnisstand noch lange geteilt. Westlich des Flüsschens Behnitz befand sich das Kloster, östlich das Dorf Barsdin, welches die Markgrafen Johann I. und Otto III. 1231 dem Kloster schenkten. „Das Hospital dagegen bestand noch bis 1372 in Barsdyn“, somit existierte ein slawisches Dorf mindestens 150 Jahre unter askanischem Besitz des Klosters Chorin weiter. Noch 1786 belegte der Historiker Friderich Ludewig Joseph Fischbach in seinen Statistisch-topographischen Städte-Beschreibungen der Mark Brandenburg die Existenz von Überresten des Hospitals, heute gibt es keine archäologischen Funde mehr. Zu diesem Zeitpunkt war das 10 km entfernte Freienwalde bereits ein bekannter Kurort.

### Kurfürstenquelle

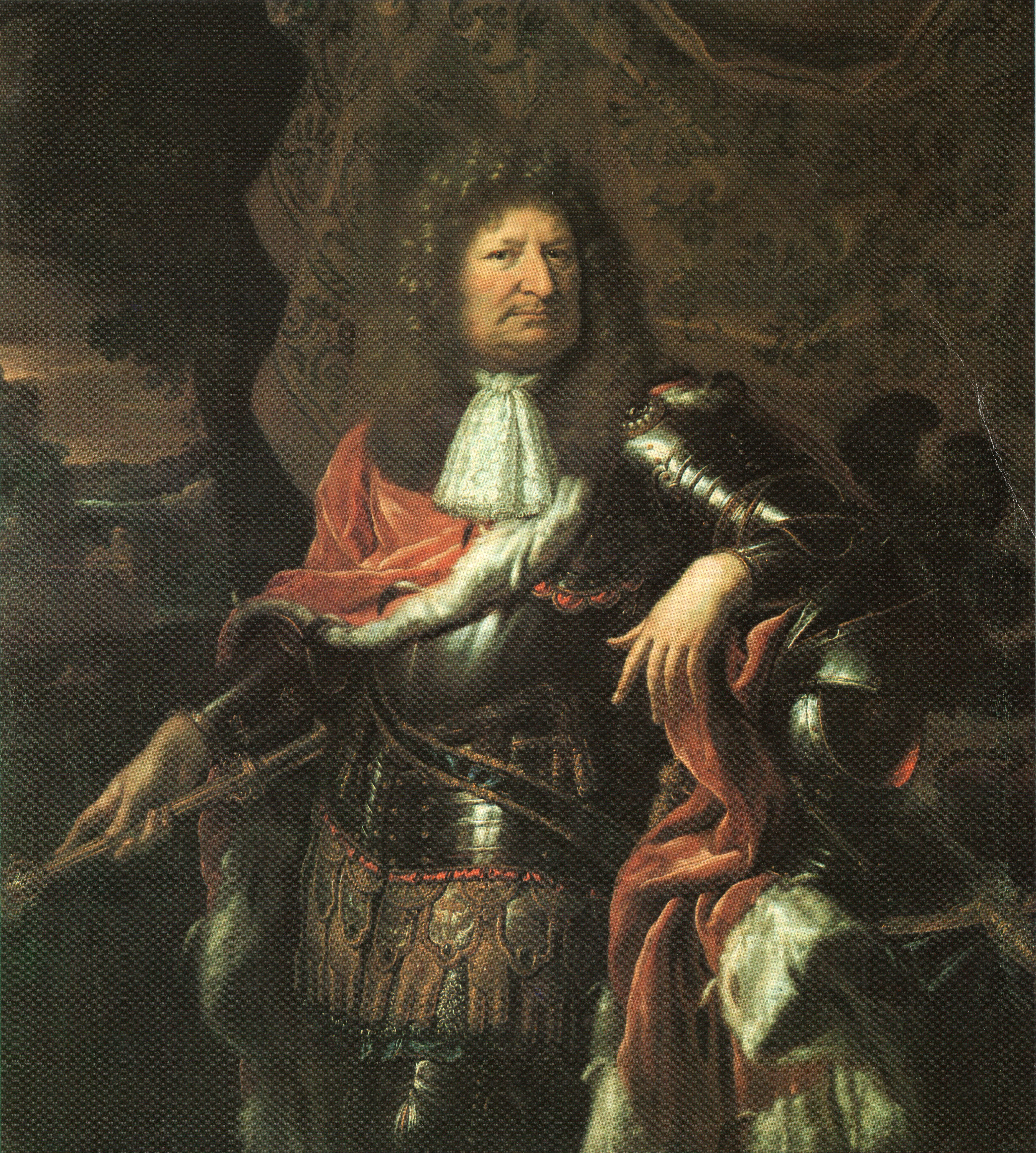
Der große Kurfürst 1688

Die erste urkundliche Erwähnung von Freienwalde stammt aus dem Jahr 1316, aber vom 13. bis zum 17. Jahrhundert waren Oderberg und Hohenfinow die bedeutenden Städte der Umgebung. Das Kloster Chorin hatte Besitztümer bis nahe vor Freienwalde, welches ein kleines Dorf blieb. Erst die 1683 entdeckte und im Jahr 1685 von Bernhard Friedrich Albinus beschriebene Heilquelle (heute „Kurfürstenquelle“) legte den Grundstein für Entwicklung des Ortes zur Kurstadt.
Der Freienwalder Apotheker Gensichen untersuchte das Wasser und bescheinigte ihm 1683 einen „mineralischen Gehalt“. Der Berliner Alchimist und Glasmacher Johann Kunckel berichtet Kurfürst Friedrich Wilhelm (Großer Kurfürst) von der Entdeckung der Quelle, der erste Kurbetrieb wird daraufhin organisiert.
Der Große Kurfürst suchte 1684 an der Quelle in Freienwalde Linderung für seine Gichtbeschwerden, dies gilt als Gründungsjahr des Kurbades. Der König Friedrich I. in Preußen findet 1706 Gefallen am Kurbetrieb in Freienwalde, er lässt sich von Andreas Schlüter ein Lustschloss im Ort errichten. Der „Soldatenkönig“ Friedrich Wilhelm I ließ aufgrund der Heilung mehrerer Militärpersonen den Brunnen 1733 ausbauen. König Friedrich Wilhelm II besucht den Gesundbrunnen 1788 und stellt danach umfangreiche Mittel zum Ausbau zur Verfügung. Dies bedingt eine Periode der ökonomischen und kulturellen Blütezeit des Kurbades und der Stadt für etwa 20 Jahre.
1797 wählt Königin Friederike Luise von Hessen-Darmstadt Freienwalde als Alterswohnsitz und ließ sich 1790 ein Logierhaus und später durch David Gilly das Schloss Freienwalde errichten, welches heute noch existiert.
Nach dem Tod der Königin Friederike Luise und der verlorenen Schlacht bei Jena und Auerstedt am 14. Oktober 1806 war Preußen stark geschwächt. Am 27. Oktober hielt Napoleon Einzug in Berlin, nachdem der preußische König Friedrich Wilhelm III. samt Hof und Familie nach Ostpreußen geflohen war.
In der Folge verfiel das Bad, es wurde in wenigen Jahren heruntergewirtschaftet. Erst 1818 wurde nach einem Entwurf von Karl Friedrich Schinkel ein mehrteiliger Festsaal gebaut. Freienwalde und sein Gesundbrunnen entwickelte sich zu einem Modebad zahlungskräftiger Badegäste. 1832 kauft die Stadt den Gesundbrunnen für 15.000 Taler.

## Heutige Nutzung als Moorbad
Die Heilquelle wird heute nicht mehr therapeutisch verwendet. Die 1900 ausgebaute Kurfürstenquelle wird gern als Wasserversorgung, auch außerhalb der Klinik genutzt. In der Nähe dieser Quelle, die durch Pumpen gespeist wird, existieren weitere Quellen mit Mineralwasser.
Seit 1840 wird das in der Nähe abgebaute Moor als Heilmittel eingesetzt. Das Moor wird dem natürlichen Kreislauf wieder zugeführt, nach den Badeanwendungen wird es aufgefangen und zu den Abbaustellen zurückgebracht.
Neben dem Festsaal von Schinkel wurde 1951/52 ein Badehaus und die Mooraufbereitungsanlage errichtet, diese Gebäude wurden 1961 bzw. 1992/93 abgerissen. Die vornehmen adligen Kurgäste konnten im 19. Jahrhundert direkt in ihren Zimmern baden, die „Bürgerlichen“ nutzten ein Badehaus mit großen Holzwannen. Auf dem Gelände des Kurbades waren außerdem eine Kirche und Wohnungen für die Bediensteten vorhanden.
Ab 23. Oktober 1925 führte der Ort die offizielle Bezeichnung Bad im Namen, erhielt am 15. Dezember 2003 die endgültige Anerkennung als Moorheilbad, welche im Mai 2012 bestätigt wurde. Ab 1934 wurde Juden der Aufenthalt im Bad und in der Stadt verboten, 1942 wurde das Kurbad zum Lazarett umfunktioniert. Nach Kriegsende 1945 besetzte die Rote Armee das Bad in der Gesundbrunnenstraße, 1952 wurde der Badebetrieb als „Bad der Werktätigen“ wieder aufgenommen. Knapp 40 Jahre wurden überwiegend Bergleute aus den Lausitzer Braunkohlerevieren und Angehörige des Ministeriums des Innern behandelt.
Der Ausstattungsstandard lag zur Wende weit hinter bundesdeutschem Standard, es waren umfangreiche Umbauten und Rekonstruktionen sowie Investitionen erforderlich. Anfang 1991 erhielt die Stadt die Liegenschaften des Kurbades von der Treuhandanstalt zurück. Die Neugründung des Kurbades erfolgte 1991 als AHG Klinik und Moorbad Bad Freienwalde. 2012 erfolgte die Übernahme durch die Krankenhaus Märkisch-Oderland GmbH aus Strausberg.
Die heutige Klinik behandelt Erkrankungen des Skeletts, der Muskeln und des Bindegewebes einschließlich der entzündlichen-rheumatischen Erkrankungen sowie Stoffwechselerkrankungen mit Auswirkungen auf das Stütz- und Bewegungssystem. Den Patienten stehen Licht-, Elektro-, Physio- und Ergotherapie, ein Therapiebad und eine Sauna zur Verfügung.